# Stefan Madsen
Stefan Madsen (født 4. oktober 1976 i Maribo, Danmark) er en dansk håndboldtræner for Aalborg Håndbold i Håndboldligaen. Han har siden 2018 været cheftræner for klubben, efter tidligere også har haft rollen som assistenttræner. Derudover har han også været tilknyttet holdet førhen som håndboldkoordinator.
Fra 2014 frem 2020 var han omkring trænerteamet hos de danske ungdomslandshold (U/18-U/21), både som assistent og senere cheftræner. Det blev han i juni 2017 og stoppede så i maj 2020. Han var desuden også cheftræner for den tyske kvindetopklub HC Leipzig.
Siden hans nye rolle som cheftræner for Aalborg Håndbold, har han ført klubben det danske mesterskab tre år i træk, i årene 2019, 2020 og 2021 og guld i DHF's Landspokalturnering 2018. I juni 2021, lykkedes det ham at kvalificere holdet til finalen i EHF Champions League, hvor holdet efterfølgende vandt sølv, da de tabte til spanske FC Barcelona Håndbold.